# The Flash (1990)
The Flash ist ein US-amerikanischer Science-Fiction Film des Comicverlags DC Comics, der als Direct-to-Video-Veröffentlichung im VHS-Format erschienen ist. Es ist der Pilotfilm der Serie Flash – Der Rote Blitz aus dem Jahr 1990.

## Handlung
Barry Allen ist Polizeichemiker, der eines Abends im Labor arbeitet, als ihn der Blitz trifft. Er stürzt gegen ein Regal mit Reagenzgläsern und wird von Chemikalien überschüttet, die sich auf ihn auswirken. Von dem Zeitpunkt an hat er Superkräfte. Durch den Unfall wird er zum schnellsten Menschen der Welt – er ist so schnell, dass er mit bloßem Auge nicht mehr gesehen werden kann. Eine der wenigen Personen, die sein Geheimnis kennen, ist die Wissenschaftlerin Christina „Tina“ McGee. Zusammen versuchen sie, diesen Zustand zu beenden, doch mit der Zeit müssen sie sich eingestehen, dass es unmöglich ist. Nachdem sein Bruder durch eine Motorradgang ermordet wurde, nimmt Barry als „Flash, der Rote Blitz“ den Kampf gegen das Verbrechen auf.

## Kritik
„[…] Nach einem erfolgreichen Comic gestalteter Pilotfilm einer Fernsehserie, deutlich mit billigen Mitteln produziert; ärgerlich ist die perfide Ideologie, die Widersacher ohne Differenzierung als ‚Pack‘ darzustellen, das es auszurotten gilt.“

## Fortsetzungen
1991 erschienen zwei weitere Zusammenschnitter der Fernsehserie als Film-Fortsetzungen:
- The Flash II – Die Rache des Tricksers
- The Flash III – Deadly Nightshade